# Чеви Чејс
Корнелијус Крејн „Чеви” Чејс (енгл. Cornelius Crane "Chevy" Chase; Њујорк, Њујорк, 8. октобар 1943) амерички је позоришни, филмски и ТВ глумац, комичар, сценариста и продуцент.
Најпознатији филмови који су глумцу донели популарност: Прљава игра (1977), Луди голф (1980), Луди одмор (1983), Шпијуни попут нас (1985), Три амигоса (1986), дилогија Флеч (1985—1989), Смешна фарма (1988), Најлуђи Божић (1989), Мемоари невидљивог човека (1992), Пандур и Роберсонови (1994), Мушкарац у кући (1995), Прљави посао (1998), Ђакузи времеплов (2010), Летња авантура: Нова генерација (2015), Ђакузи времеплов 2 (2015), Панда против ванземаљаца (2019), поред многих.